# فرثية

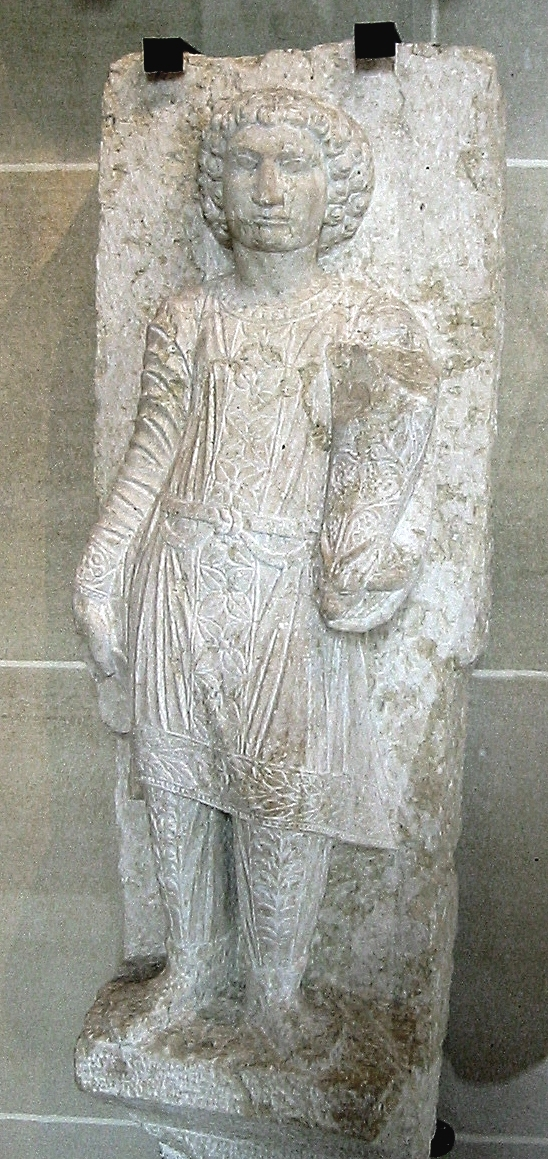
شاب يرتدي أزياء فرثية. من مدينة تدمر الأثرية في سوريا، من النصف الأول من القرن الثالث الميلادي. وهي تمثال جنائزي لمسلة معروضة في متحف اللوفر.

فرثية (بالفارسية القديمة: 𐎱𐎼𐎰𐎺) هو إقليم صغير ما بين خراسان وجنوب بحر قزوين. غزتها وأخضعتها إمبراطورية الميديين خلال القرن السابع قبل الميلاد، ودمجت لاحقًا في الإمبراطورية الأخمينية تحت حكم كورش الكبير في القرن السادس قبل الميلاد، وأصبحت جزءًا من الإمبراطورية السلوقية بعد فتوح الإسكندر الأكبر في القرن الرابع قبل الميلاد. وأصبحت قاعدةً وموطنً لقبيلة الفرث الإصقوثية وسلالة الأرشكيين ملوك الإمبراطورية الفرثية (247 ق.م – 224 م). ومن ثم، قامت الإمبراطورية الساسانية وهي آخر دولة في إيران قبل الإسلام، وأبقت على سبع عشائر فرثية كجزء من الأرستقراطية الإقطاعية الخاصة بها.

## الإسم
إسم «فرثية» هو نقحرة من اللاتينية «Parthia»، وهو مشتق من الفارسية القديمة «Parthav»، وهو المصطلح الذي استخدمته اللغة الفرثية للإشارة إلى الفرثيين، والذين كانوا شعبًا إيرانيًا. فيالفترة الهلنستية، تظهر فرثية أيضًا باسم «فرثيايا».
كانت فرثية تُعرف باسم «پهلاو» عند الفرس في زمن الساسانيين، و«پهلا» أو «فهلا» في كتب الإسلاميين اللاحقين، لكنها كانت تشير في الغالب إلى إقليم فرثية في شمال غربي إيران.

## الجغرافيا
يتوافق الموقع الأصلي لفرثية تقريبًا مع منطقة في شمال شرق إيران، لكن جزءًا منها يقع في جنوب تركمانستان. كانت تحدها سلسلة جبال كوبت داغ من الشمال، وصحراء دشت كوير من الجنوب. وكانت تحدها ميديا من الغرب، وطبرستان من الشمال الغربي، ومرجان من الشمال الشرقي، وأفغانستان من الشرق.
في العهد الأشكاني، كانت فرثية من أعمال طبرستان كولاية واحدة، ويعتبر الإقليم السالف ذكرهُ جزءًا من فرثية(حسب السياق).
في أوائل فترة الساسانيين، كانت فرثية تقع في الجزء المركزي من نجد إيران، حيث كانت تجاور فارس من الجنوب، وخوزستان من الجنوب الغربي، وميديا من الشمال الغربي، وجبال البرز من الشمال، وأبرشهر من الشمال الشرقي، وكرمان من الشرق. في أواخر العصر الساساني، امتدت فرثية لتشمل أجزاء من وسط وشمال وسط إيران، وكذلك امتدت إلى الأجزاء الغربية من الهضبة.
في العصر الإسلامي، كان يُعتقد أن فرثية تقع في وسط وغرب إيران. اعتبر ابن المقفع أن فرثية تشمل مناطق أصفهان، الري، همدان، ماه نهاوند، وأذربيجان. ويوجد نفس التعريف في أعمال الخوارزمي وحمزة الأصفهاني. أما الدينوري، رغم عدم استخدامه لكلمة فرثية، فقد اعتبر أن منطقة جبال هي مملكة آخر ملوك فرثية، وهو أرتابانوس الرابع.

## التاريخ

### تحت حكم الأخمينيين
تظهر فرثية لأول مرة ككيان سياسي، بصفتها الموقع الذي يسكنه الفرثيون، في قوائم الإمبراطورية الأخمينية للمقاطعات («الساترابيات») تحت سيطرتهم. قبل ذلك، يبدو أن سكان المنطقة كانوا خاضعين للميديين، وتذكر النصوص الآشورية من القرن السابع قبل الميلاد بلدًا يُسمى «بارتاكا» أو «بارتوكا» (رغم أنه «ليس من الضروري أن يكون متطابقًا جغرافيًا مع بارثيا اللاحقة»).
بعد عام من هزيمة كورش الكبير للملك الميدي أستياجيس، أصبحت فرثية واحدة من أولى المقاطعات التي اعترفت بكورش كحاكم لها، «وقد ضمن هذا الولاء لكورش الجبهات الشرقية ومكّنه من شن أولى حملاته الإمبراطورية - ضد ساردس». وفقًا للمصادر اليونانية، بعد استيلاء داريوس الأول على العرش الأخميني، اتحد الفرثيون مع الملك الميدي فرورتي للتآمر ضده. وتمكن هستاسبس، حاكم المقاطعة الأخمينية (الذي يُقال إنه والد داريوس الأول)، من قمع التمرد الذي يبدو أنه حدث حوالي 522-521 قبل الميلاد.
يأتي أول ذكر إيراني أصلي لفرثية في نقش بيستون لداريوس الأول، حيث ترد فرثية (وفق الترتيب الإيراني النموذجي باتجاه عقارب الساعة) بين المقاطعات المحيطة بدرنجيانا. يعود تاريخ النقش إلى حوالي 520 قبل الميلاد. ويُعتقد أن مركز الإدارة «قد كان في [ما سيُعرف لاحقًا باسم] هكاتومبيلوس». يظهر الفرثيون أيضًا في قائمة هيرودوت للشعوب الخاضعة للأخمينيين؛ حيث يعتبر المؤرخ الفرثيين والكوراسميين والسغديين والأريين شعوبًا ضمن ساترابية واحدة (هي السادسة عشرة)، ويذكر أن الجزية السنوية التي دفعوها للملك كانت فقط 300 وزنة من الفضة. هذا الأمر «أثار بحق قلق العلماء المعاصرين».
في معركة غوغميلا عام 331 قبل الميلاد بين قوات داريوس الثالث والإسكندر الأكبر، كانت إحدى الوحدات الفرثية تحت قيادة فراتافيرنس، الذي كان آنذاك حاكمًا أخمينيًا لفرثية. بعد هزيمة داريوس الثالث، سلّم فراتافيرنس إدارته للإسكندر عندما وصل الأخير إلى هناك في صيف عام 330 قبل الميلاد. وأُعيد تعيين فراتافيرنس حاكمًا من قبل الإسكندر.